# Pommerit-le-Vicomte

Pommerit-le-Vicomte este o comună în departamentul  Côtes-d'Armor, Franța. În 1 ianuarie 2022 avea o populație de 1.842 de locuitori.